# Paál László (színművész)
Paál László (Kispest, 1924. december 23. – Pécs, 2000. március 30.) Jászai Mari-díjas magyar színész, a Pécsi Nemzeti Színház örökös tagja.

## Életpályája
Kispesten született 1924. december 23-án. Az Országos Színészegyesület színiiskolájában végzett 1948-ban. Pályáját a kecskeméti Katona József Színházban kezdte. 1954-től a szolnoki Szigligeti Színházhoz szerződött. 1959-től a Pécsi Nemzeti Színház színművésze volt. Rendezéssel is foglalkozott. 1965-ben Jászai Mari-díjat kapott. A pécsi társulat örökös tagjai közé is beválasztották.

## Fontosabb színházi szerepei
- Makszim Gorkij: Kispolgárok... Percsihin
- Makszim Gorkij: Éjjeli menedékhely... Luka
- Benjamin Jonson: Volpone... Corbaccio
- William Shakespeare: Hamlet... Első sírásó
- William Shakespeare: Antonius és Kleopátra... Jós, Kleopátra híve
- William Shakespeare: Titus Andronicus... Marcus Andronicus
- William Shakespeare: Szentivánéji álom... Vackor ács; Gyalu, asztalos
- William Shakespeare: II. Richárd... Második gyilkos
- William Shakespeare: Lear király... Nemes, Cordélia kíséretében
- Anton Pavlovics Csehov: Ványa bácsi... Vojnyickij Iván Petrovics (Ványa bácsi); Tyelegin, elszegényedett földbirtokos
- Anton Pavlovics Csehov: Három nővér... Ivan Romanics Csebutikin, katonaorvos
- Anton Pavlovics Csehov: Cseresznyéskert... Szimeonov-Piscsik
- Carlo Goldoni: A hazug... Balanzoni doktor
- Molière: A nők iskolája... Chrysalde
- Edmond Rostand: Cyrano de Bergerac... Raguenneau
- Lope de Vega: A kertész kutyája... Ludovico gróf
- Charles Dickens: Twist Olivér... Fagin
- Ivan Szergejevics Turgenyev: Apák és fiúk... Vaszilij, Bazarov apja
- Tennessee Williams: A tetovált rózsa... De Leo atya
- Tennessee Williams: Nyár és füst... Winemiller, tiszteletes
- George Bernard Shaw: Az ördög cimborája... Burgoyne, tábornok
- Friedrich Schiller: Haramiák... Dániel, gróf Moor inasa
- Georg Büchner: Leonce és Léna... Szertartásmester
- Henrik Ibsen: A tenger asszonya... Ballested
- Albert Camus: Az igazak... Foka
- Anton Szemjonovics Makarenko: Az új ember kovácsa... Anton Sz. Makarenko
- Szép Ernő: Vőlegény... Fater
- Molnár Ferenc: Liliom... Ficsúr
- Molnár Ferenc: Menyegző... Domány
- Molnár Ferenc: Játék a kastélyban... Gál
- Szomory Dezső: Hagyd a nagypapát!... Verpeléty
- Szabó Magda: Az a szép, fényes nap... Tata, a fejedelem fiának nevelője
- Alan Jay Lerner – Frederick Loewe: My Fair Lady... Alfred Doolittle
- Ken Kesey – Dale Wasserman: Kakukkfészek... Dr. Spiwey
- Victorien Sardou – Émile de Najac: Váljunk el!... Valentin, az inas
- Georges Feydeau: A balek... Pinchard, ezredorvos
- Georges Feydeau: A szobalány fütyül rám... Leboucq, páciens
- Georges Feydeau: Őnagysága megboldogult... Joseph, inas
- Georges Feydeau: Ne mászkálj meztelenül... Hochepaix, polgármester
- Agatha Christie: Tíz kicsi néger... Mackenzie tábornok
- Huszka Jenő: Gül Baba... Gül Baba
- Kálmán Imre: A montmartre-i ibolya... Rotschild báró
- Lehár Ferenc: Luxemburg grófja... Lord Lanchester
- Ábrahám Pál: Hawaii rózsája... Jean Pierre, főpincér
- Jacobi Viktor: Leányvásár... Kocsmáros
- Garai Gábor: A reformátor... Karlstadt András
- Marcel Aymé: Gróf Clérambard... Plébános
- Karol Wojtyła: A Mi Urunk festője... Jozef
- Jakob Michael Reinhold Lenz: A katonák... Aaron
- L. Frank Baum: Óz, a nagy varázsló... Henry bácsi
- Alan Ayckbourn: Az ejnye-bejnye kórus... Ted
- David Mamet: Amerikai bölény... Kereskedés tulajdonosa
- Alexander Lernet-Holenia: Hússaláta... Ende
- Jordan Radicskov: Zűrzavar... Első cigány
- Molnár Andrea: A három kecskék... Király
- Sólyom László: Válóper másod fokon... Józsi bácsi
- Herczeg Ferenc: Bizánc... Lala Kalil, török követ
- Páskándi Géza: A vadorzó avagy a visszhang becsülete... Kocsis
- Sarkadi Imre: Elveszett paradicsom... János
- Mészöly Miklós: Az ablakmosó... Házmester Lajos
- Szakonyi Károly: 	Mennyei kávéház... Zézé, a költő
- Békés Pál – Rozgonyi Ádám: Szegény Lázár... Írnok
- Müller Péter: Márta... Orbán úr, háztulajdonos

## Rendezéseiből
- Katscher–Geyer: Gyertyafénykeringő

## Filmek, tv
- A Pál utcai fiúk (1968)... Nemecsek apja
- Sárika, drágám (1971)
- Kincskereső kisködmön (1973)... Csorbóka úr
- A kedves szomszéd (1979)... Svajda
- Kabala (1982)